# Chadży Dawitadze
Chadży Muchamiedowicz (Lewan Michajłowicz) Dawitadze (ros. Хаджи Мухамедович (Леван Михайлович) Давитадзе, ur. 1916 w obwodzie batumskim (Adżaria), zm. ?) – radziecki polityk, Bohater Pracy Socjalistycznej (1949).

## Życiorys
Urodził się w gruzińskiej rodzinie chłopskiej. Po ukończeniu Batumskiego Instytutu Nauczycielskiego w 1937 został dyrektorem niepełnej szkoły średniej w Adżarskiej ASRR, później był inspektorem i kierownikiem rejonowego oddziału edukacji narodowej. W 1939 przyjęto go do WKP(b). W 1942 został sekretarzem rejonowego komitetu Komunistycznej Partii (bolszewików) Gruzji, później przewodniczącym komitetu wykonawczego rady rejonowej, następnie kierownikiem jednego z wydziałów Adżarskiego Komitetu Obwodowego KP(b)G. Uczył się w Wyższej Szkole Partyjnej przy KC WKP(b)/KPZR, po czym w 1953 został sekretarzem Adżarskiego Komitetu Obwodowego Komunistycznej Partii Gruzji, a od marca 1961 do czerwca 1975 był przewodniczącym Rady Ministrów Adżarskiej ASRR. Od 29 września 1961 wchodził w skład KC KPG, od 1962 do 1974 był deputowanym do Rady Najwyższej ZSRR od 6 do 8 kadencji.

## Odznaczenia
- Medal Sierp i Młot Bohatera Pracy Socjalistycznej (3 maja 1949)
- Order Lenina (3 maja 1949)
- Order Rewolucji Październikowej (27 sierpnia 1971)
- Order Czerwonego Sztandaru Pracy (dwukrotnie, 2 kwietnia 1966 i 12 grudnia 1973)
- Medal „Za pracowniczą dzielność” (29 sierpnia 1960)

I inne.